# Carmen Sheila
Sheila da Silva e Souza (23 de maio de 1944 – 16 de maio de 2024), mais conhecida como Carmen Sheila, foi uma dubladora brasileira de filmes, séries e desenhos animados.

## Início da vida e início da carreira
Nascida Sheila da Silva e Souza  no Rio de Janeiro em 23 de maio de 1944, Carmen Sheila iniciou sua carreira ingressando no time de rádios cariocas em 1958.  Em 1960, ela ingressou na área de dublagem. 

## Carreira
Sheila foi a voz brasileira da Cher nos filmes Chá com Mussolini e As Bruxas de Eastwick . Ela dublou Shenzi em O Rei Leão . Sheila também dublou atrizes, incluindo Susan Sarandon em The Client ; Jessica Lange em American Horror Story ; Halle Berry em Boomerang e The Last Boy Scout ; Carrie Fisher em Pânico 3 ;  e Kathy Bates em Titanic. Seus créditos de dublagem incluem Dee Dee em O Laboratório de Dexter, Sra. Cabeça de Batata em Toy Story, Felícia em Tiny Toon Adventures,  Mística na série de filmes X-Men, Berta em Two and a Half Men,  Huguinho em DuckTales, Cheetara em ThunderCats, Atsuko Urameshi em Yu Yu Hakusho, Delphine em Power Rangers,  e Princesa Leia em Star Wars. 

## Morte
Sheila faleceu no Rio de Janeiro em 16 de maio de 2024, aos 79 anos. 

## Links externos
- Carmen Sheila no IMDb (Inglês)